# Turbo-Union RB199

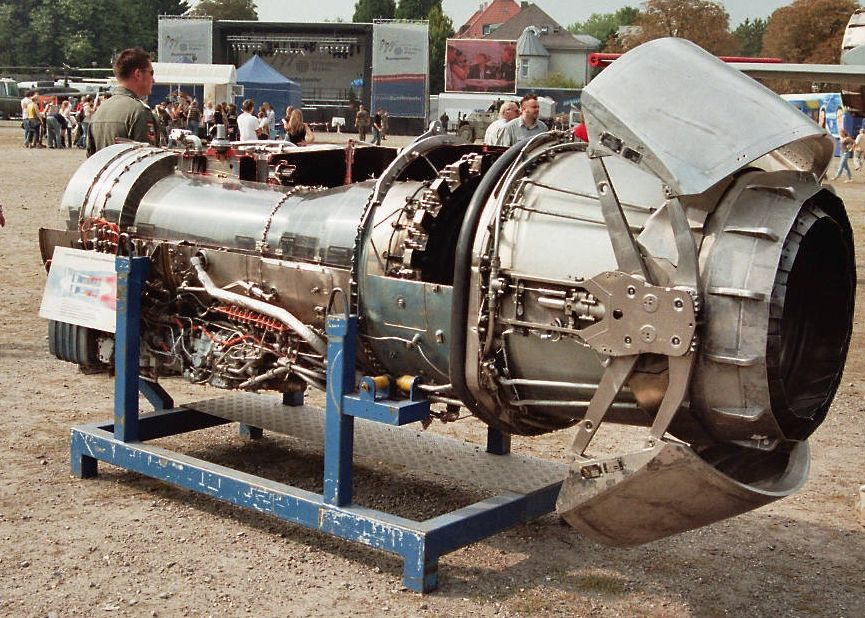
RB199 auf Montagegestell

Das RB199 ist ein Dreiwellen-Turbofan-Strahltriebwerk mit Nachbrenner und Schubumkehr. 
Es wurde in den 1970er Jahren von der Firma Turbo-Union Ltd., einer Kooperation von Rolls-Royce (40 %), MTU Aero Engines (40 %) und Fiat Aviazione  (20 %) für den Panavia Tornado entwickelt. Seit 1979 wurden 2.504 Stück ausgeliefert.

## Varianten
Es gibt vier verschiedene Primärvarianten und zwei Sonderversionen: 
- Mk.101: Initialversion, welche für die Prototypen und die ersten Serienmaschinen des Tornados verwendet wurde. Das Modell wurde später durch das Mk.103 ersetzt.
- Mk.103: Standard-Triebwerk des Tornado IDS/Recce/GR.4 (auch Tornado F.2)*
- Mk.104: Leistungsgesteigerte Version des Mk.103 für den Tornado F.3, welche für größere Flughöhen optimiert wurde.
- Mk.104D: Sonderversion für den Erprobungsträger BAe EAP
- Mk.104E: Sonderversion, welche auch die Kennung RB199-122 trugen. Wurde bei den ersten beiden Prototypen des Eurofighter EF 2000 Typhoon (DA1 und DA2) eingebaut, bis das Eurojet EJ200 fertiggestellt worden war.
- Mk.105: Finale Version für den Tornado ECR.

## Technische Daten
| Kenngröße                                            | Mk.101  | Mk.103      | Mk.104      | Mk.105      |
| ---------------------------------------------------- | ------- | ----------- | ----------- | ----------- |
| Maximaler Trockenschub:                              | 38,7 kN | 40,5 kN     | 40,5 kN     | 42,5 kN     |
| Maximale Schubkraft mit Nachbrenner:                 | 66,0 kN | 71,2 kN     | 73,0 kN     | 74,3 kN     |
| Luftdurchsatz:                                       | k. A.   | 72,6 kg/s   | 72,6 kg/s   | 75,3 kg/s   |
| Nebenstromverhältnis:                                | k. A.   | 1,08:1      | 1,08:1      | 0,97:1      |
| Verdichtungsverhältnis:                              | k. A.   | 23,5        | k. A.       | 24,5        |
| Spezifischer Kraftstoffverbrauch: (ohne Nachbrenner) | k. A.   | 18,38 g/kNs | 18,38 g/kNs | 18,41 g/kNs |
| Länge:                                               | 3,25 m  | 3,25 m      | 3,61 m      | 3,30 m      |
| Einlassdurchmesser:                                  | 72 cm   | 72 cm       | 72 cm       | 75 cm       |
| Gewicht:                                             | k. A.   | 915 kg      | 975 kg      | 990 kg      |
| Größter Durchmesser:                                 | 87 cm   | 87 cm       | 87 cm       | 87 cm       |